# Ulla-Carin Lindquist
Ulla-Carin Margareta Lindquist, född 2 april 1953 i Kristinehamn, död 10 mars 2004, var en svensk journalist, verksam vid Sveriges Radio och Sveriges Television. Hon verkade under många år som Rapports nyhetsankare i SVT2. 
Våren 2003 diagnostiserades Lindquist med den dödliga nervsjukdomen ALS. Under de sista månaderna ägnade hon sin energi och tid åt att ge upplysning om sjukdomen och att ge den ett ansikte. Hon författade bland annat boken Ro utan åror. Dessutom hjälpte kollegorna Andreas Franzén (producent) och Pelle Wickman (fotograf) henne att spela in dokumentärfilmen Min kamp mot tiden. Lindquist avled samma kväll som dokumentären sändes i SVT.
Ulla-Carin Lindquist var på 1980-talet gift med programledaren och tv-producenten Ragnar Dahlberg. De fick två döttrar tillsammans.
Ulla-Carin Lindquists stiftelse för ALS-forskning, en välgörenhetsstiftelse som skänker pengar till forskning om ALS, är startad till hennes minne. I april 2025 omstrukturerades stiftelsen och den drivs numera genom Insamlingsstiftelsen ALS-fonden. Hon är begravd på Östra Ryds kyrkogård.